# Simfonia núm. 1 (Weinberg)
La Simfonia núm. 1 en sol menor, op. 10, fou acabada per Mieczysław Weinberg el 1942 i la va dedicar a l'Exèrcit Roig com a agraïment a la seva salvació. La simfonia no va ser interpretada fins a l'11 de febrer de 1967, vint anys després de la seva composició. La va estrenar l'Orquestra Filharmònica de Moscou dirigida per Kiríl·l Kondraixin.

## Moviments
S'estructura en els següents moviments:
- I. Allegro moderato – Doppio più lento – Larghetto – Doppio movimento (Tempo I) – Larghetto – Tempo I
- II. Lento
- III. Vivace – Allegretto grazioso – Tempo I
- IV. Allegro con fuoco

## Origen i context
Weinberg va haver de fugir de Varsòvia a peu arran de la invasió nazi —una fugida que els seus pares i la seva germana no van poder fer, ja que van morir al camp de concentració de Trawniki. Va arribar a Minsk, on entre 1939 i 1941 va estudiar composició sota la tutela de Vassili Zolotariov. La segona gran fugida es va produir el 22 de juny de 1941, quan l'Alemanya nazi va envair la Unió Soviètica: Weinberg va escapar en tren a través de Moscou fins a Taixkent, a l’Uzbekistan, convertit aleshores en refugi d’intel·lectuals i artistes russos.
A Taixkent, Weinberg va conèixer Nataliya Vovsi-Mikhoels, filla del reconegut actor i director jueu Solomon Mikhoels, que esdevindria la seva primera esposa. Profundament agraït per l'acollida rebuda, al llarg de la seva vida va percebre la Unió Soviètica com la seva salvació. No és estrany, doncs, que la seva Primera Simfonia estigués dedicada a l’Exèrcit Roig, que no només havia afavorit la seva fugida de Polònia, sinó que en el moment de la composició lluitava aferrissadament contra els invasors que devastaven tant el seu país natal com el seu nou lloc de residència.
Durant la seva estada a Taixkent, Weinberg treballà al teatre d'òpera local. En algun moment —ja sigui a través de Finkelstein, antic ajudant de Xostakóvitx; de Iuri Levitin, aleshores alumne del compositor; o potser gràcies al mateix Solomon Mikhoels, director artístic del Teatre d’Òpera i Ballet Uzbek i futur sogre de Weinberg—, una partitura seva arriba a mans de Xostakóvitx. Impressionat pel seu talent, el compositor rus intercedeix per facilitar-li un visat que permetrà a Weinberg i a la seva esposa establir-se a Moscou.

## Anàlisi musical
El primer moviment, un Allegro moderato estructurat en forma sonata, comença amb un tema inicial exposat sobretot per la corda, de traça senzilla però amb una energia creixent. Quan aquest impuls es modera, emergeix un segon tema a càrrec de la fusta, més melòdic i contrastat. El desenvolupament enfronta i transforma aquests materials fins al punt que esdevenen gairebé irreconeixibles. La recapitulació, força concisa, es fusiona amb una coda que posa fi al moviment amb un to calmat, com si la música hagués superat un enfrontament intens. En aquest primer moviment, Weinberg demostra una notable seguretat estilística, oposant amb naturalitat un Allegro moderato de marcat caràcter xostakovitxià a un segon tema en forma de Larghetto, dens i elaborat, que recorda la fuga confiada a la fusta en el segon moviment de la Simfonia dels salms de Stravinski. Ja com a estudiant, havia mostrat una clara inclinació pel contrapunt vigorós, una habilitat que desplega amb extensió a la secció de desenvolupament. Aquestes exploracions contrapuntístiques evoquen tant l’esperit de les primeres simfonies de Xostakóvitx com l’art depurat de Serguei Tanéiev, considerat el mestre del contrapunt a la Rússia prerevolucionària.
El segon moviment, un Lento amb aires de serenata, es presenta amb una aparença externa senzilla i serena. En contrast, l’scherzo posterior és veloç i lleuger, i recorda l’esperit del segon moviment de la Sisena Simfonia de Xostakóvitx (1939), amb un ritme cada cop més alterat per capriciosos jocs mètrics. El tercer moviment, un inesperat Allegretto grazioso, irromp sobtadament i, quan l’scherzo reapareix, gairebé no té temps de refer-se abans de veure’s tallat pel final del moviment. El quart moviment esclata amb un Allegro con fuoco en uníson contundent, que sembla una versió més aspra del primer moviment. Tot i que inicialment s’enganxa a la tonalitat principal, un cop se’n desprèn, manté una energia incansable fins a la seva conclusió melancòlica en un compàs inusual de cinc temps.